# Departamento de Trabajo y Servicio Nacional
El Departamento de Trabajo y Servicio Nacional fue un departamento del gobierno australiano que existió entre octubre de 1940 y diciembre de 1972.

## Alcance
La información sobre las funciones del departamento y/o la asignación de fondos del gobierno se puede encontrar en las Órdenes de Arreglos Administrativos, los Estados Presupuestarios de Cartera anuales y en los informes anuales del departamento.

## Estructura
El departamento era un departamento de administración pública de la Commonwealth de Australia, integrado por funcionarios que eran responsables ante el ministro de Trabajo y Servicio Nacional.
Sir Roland Wilson fue designado para establecer el nuevo Departamento de Trabajo y Servicio Nacional en 1940, y a los 36 años se convirtió en su primer jefe administrativo.El nuevo departamento fue creado a partir del extinto Departamento de Industria (1928–1940).
Tras la reestructuración del departamento el 19 de diciembre de 1972, fue reemplazado por el Departamento de Trabajo (1972-1974) y el Departamento de Educación (1972–1983), así como por el Departamento de Servicios y Propiedad (1972-1976). Parte de sus cometidos fueron absorbidos por el ya creado con anterioridad Departamento de Vivienda (1963-1973). Actualmente sus funciones están asumidas por el Ministerio de Empleo y Relaciones Laborales.

## Relación de cargos
Ministros:
- Harold Holt (1940–1941)
- Eddie Ward (1941–1943)
- Jack Holloway (1943–1949)
- Harold Holt (1949–1958)
- William McMahon (1958–1966)
- Les Bury (1966–1969)
- Billy Snedden (1969–1971)
- Phillip Lynch, Minister (1971–1972)

Secretarios de Estado:
- Roland Wilson (1940–1946)
- William Funnell (1946–1952)
- Henry Bland (1952–1968)
- Hal Cook (1968–1972)